# Champions Trophy mannen 1989
 De elfde editie van de strijd om de Champions Trophy had plaats van zaterdag 10 juni tot en met zondag 18 juni 1989 in Berlijn. Deelnemende landen aan het mondiale hockeytoernooi waren ditmaal: Australië, Groot-Brittannië, India, Nederland, Pakistan en gastland en titelverdediger West-Duitsland.

## Selecties

### Australië
- Craig Davies 
- Warren Birmingham
- Colin Batch
- Ashley Carey
- Greg Corbitt
- Andrew Deane
- Lachlan Dreher
- Dean Evans

- Mark Hager
- Neil Hawgood
- Paul Lewis
- Peter Noel
- Graham Reid
- David Wansbrough
- Ken Wark
- Michael York

Bondscoach: Frank Murray
- Assistent: Jim Irvine
- Manager: Alan Berry
- Arts: Tom Henbest
- Fysio: Graham Reid
- Video: Peter Shaw

### India
- Anjaparavanda Subbiah (gk)
- Pargat Singh
- Mohinder Pal Singh 
- Balada Kalaiah Subramani
- Vivek Singh
- Kuljeet Meetai
- Sujeet Kumar
- Jude Felix

- Jagbir Singh
- Sanjeev Kumar
- Thoiba Singh
- Ashish Ballal (gk)
- Ashok Kumar Singh
- Atif Idris
- Vinod Chenappa
- Mukesh Kumar

Bondscoach: MP Ganesh

### West-Duitsland
- Stefan Blöcher
- Harald Brandenstein
- Alexander Breuer
- Thomas Brinkmann
- Henning Fastrich
- Carsten Fischer
- Volker Fried
- Michael Hilgers

- Andreas Keller
- Ulrich Mayer
- Michael Metz
- Andreas Mollandin
- Thomas Reck
- Stefan Saliger
- Christian Schliemann
- Ekkhard Schmidt-Opper

Bondscoach: Klaus Kleiter

## Uitslagen
| 10 juni        |       |       |  |
| West-Duitsland | 2 – 3 | India |  |
|                |       |       |  |

| 11 juni                                  |       |                  |                                                                 |
| Nederland                                | 2 – 0 | Groot-Brittannië | Scheidsrechters: Claude Seidler (FRG) Amarjeet Singh Bawa (PAK) |
| Taco van den Honert 7' Marc Delissen 23' |       |                  | Scheidsrechters: Claude Seidler (FRG) Amarjeet Singh Bawa (PAK) |

| 11 juni  |       |           |  |
| Pakistan | 3 – 4 | Australië |  |
|          |       |           |  |

| 12 juni        |       |                  |  |
| West-Duitsland | 2 – 1 | Groot-Brittannië |  |
|                |       |                  |  |

| 13 juni                                                                       |       |                                    |                                                          |
| Nederland                                                                     | 3 – 2 | Pakistan                           | Scheidsrechters: Allen Schasser (AUS) Santiago Deo (ESP) |
| Floris Jan Bovelander 12' Floris Jan Bovelander 26' Floris Jan Bovelander 49' |       | 31' Zahid Sharif 50' Waseem Feroze | Scheidsrechters: Allen Schasser (AUS) Santiago Deo (ESP) |

| 13 juni |       |           |  |
| India   | 2 – 3 | Australië |  |
|         |       |           |  |

| 14 juni             |       |                                           |                                                             |
| West-Duitsland      | 1 – 2 | Nederland                                 | Scheidsrechters: Roger Webb (GBR) Shafat Ali Baghdadi (PAK) |
| Carsten Fischer 20' |       | 42' Maurits Crucq 43' Bastiaan Poortenaar | Scheidsrechters: Roger Webb (GBR) Shafat Ali Baghdadi (PAK) |

| 14 juni          |       |           |  |
| Groot-Brittannië | 1 – 2 | Australië |  |
|                  |       |           |  |

| 14 juni |       |          |  |
| India   | 0 – 1 | Pakistan |  |
|         |       |          |  |

| 16 juni                                                                                       |       |                  |                                                               |
| Nederland                                                                                     | 4 – 1 | India            | Scheidsrechters: Serge Vigier (FRA) Shafat Ali Baghdadi (PAK) |
| Floris Jan Bovelander 24' Floris Jan Bovelander 46' Cees Jan Diepeveen 47' Tom van 't Hek 53' |       | 14' Jagbir Singh | Scheidsrechters: Serge Vigier (FRA) Shafat Ali Baghdadi (PAK) |

| 16 juni          |       |          |  |
| Groot-Brittannië | 1 – 2 | Pakistan |  |
|                  |       |          |  |

| 17 juni        |       |           |  |
| West-Duitsland | 1 – 1 | Australië |  |
|                |       |           |  |

| 17 juni |       |                  |  |
| India   | 1 – 2 | Groot-Brittannië |  |
|         |       |                  |  |

| 18 juni                   |       |                                  |                                                          |
| Nederland                 | 1 – 2 | Australië                        | Scheidsrechters: Claude Seidler (FRG) Santiago Deo (ESP) |
| Floris Jan Bovelander 69' |       | 20' Neil Hawgood 22' Graham Reid | Scheidsrechters: Claude Seidler (FRG) Santiago Deo (ESP) |

| 18 juni        |       |          |  |
| West-Duitsland | 4 – 1 | Pakistan |  |
|                |       |          |  |

## Eindstand
| №      | Land             | WG | W | G | V | DV | DT | +/– | Punten |
| ------ | ---------------- | -- | - | - | - | -- | -- | --- | ------ |
| Goud   | Australië        | 5  | 4 | 1 | 0 | 12 | 8  | +5  | 9      |
| Zilver | Nederland        | 5  | 4 | 0 | 1 | 12 | 6  | +6  | 8      |
| Brons  | West-Duitsland   | 5  | 2 | 1 | 2 | 10 | 8  | +2  | 5      |
| 4      | Pakistan         | 5  | 2 | 0 | 3 | 9  | 12 | −3  | 4      |
| 5      | Groot-Brittannië | 5  | 1 | 0 | 4 | 5  | 9  | −4  | 2      |
| 6      | India            | 5  | 1 | 0 | 4 | 7  | 12 | −5  | 2      |

## Topscorers
- In onderstaand overzicht zijn alleen de spelers opgenomen met drie of meer treffers achter hun naam.

| № | Naam                  | Land                     | Goals | SC | SB |
| - | --------------------- | ------------------------ | ----- | -- | -- |
| 1 | Carsten Fischer       | Bondsrepubliek Duitsland | 7     |    |    |
| 2 | Floris Jan Bovelander | Nederland                | 6     |    |    |
| 3 | Mark Hager            | Australië                | 5     |    |    |
| 4 | Qamar Ibrahim         | Pakistan                 | 3     |    |    |
|   | Zahid Sharif          | Pakistan                 | 3     |    |    |

Mannen:
Lahore 1978 ·
Karachi 1980 ·
Karachi 1981 ·
Amstelveen 1982 ·
Karachi 1983 ·
Karachi 1984 ·
Perth 1985 ·
Karachi 1986 ·
Amstelveen 1987 ·
Lahore 1988 ·
Berlijn 1989 ·
Melbourne 1990 ·
Berlijn 1991 ·
Karachi 1992 ·
Kuala Lumpur 1993 ·
Lahore 1994 ·
Berlijn 1995 ·
Chennai 1996 ·
Adelaide 1997 ·
Lahore 1998 ·
Brisbane 1999 ·
Amstelveen 2000 ·
Rotterdam 2001 ·
Keulen 2002 ·
Amstelveen 2003 ·
Lahore 2004 ·
Chennai 2005 ·
Barcelona 2006 ·
Kuala Lumpur 2007 ·
Rotterdam 2008 ·
Melbourne 2009 ·
Mönchengladbach 2010 ·
Auckland 2011 ·
Melbourne 2012 ·
Bhubaneswar 2014 ·
Londen 2016 ·
Breda 2018
Vrouwen:
Amstelveen 1987 ·
Frankfurt 1989 ·
Berlijn 1991 ·
Amstelveen 1993 ·
Mar del Plata 1995 ·
Berlijn 1997 ·
Brisbane 1999 ·
Amstelveen 2000 ·
Amstelveen 2001 ·
Macau 2002 ·
Sydney 2003 ·
Rosario 2004 ·
Canberra 2005 ·
Amstelveen 2006 ·
Quilmes 2007 ·
Mönchengladbach 2008 ·
Melbourne 2009 ·
Nottingham 2010 ·
Amstelveen 2011 ·
Rosario 2012 ·
Mendoza 2014 ·
Londen 2016 ·
Changzhou 2018